# Waldemar Conradson

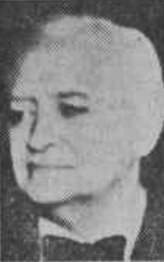
Waldemar Conradson

Nils Konrad Waldemar Conradson, född 22 oktober 1892 i Stockholm, död där 10 maj 1965, var en svensk arkitekt.

## Biografi
Efter avslutade studier och praktik på arkitektkontor var han biträdande arkitekt hos Torben Grut 1918–1926. Han startade därefter egen verksamhet. Under några år vid 1920-talets andra hälft samarbetade han med arkitekten Nils G. Kjellberg kring flera projekt i Stockholms innerstad. Samarbetet bröts efter Kjellbergs konkurs i samband med oegentligheter vid bebyggandet av en fastighet vid Kammakargatan. Under efterkrigstiden ritade han ett flertal flerfamiljshus i Stockholms ytterområden. Han var under en period verksam i Malmköping där han ritade flera affärs- och bostadshus utmed Landsvägsgatans södra sida, liksom villor utmed Siegrothsvägen. Waldemar Conradson är begravd på Skogskyrkogården i Stockholm.

## Verk i urval[4]
- Vätan 1, Regeringsgatan 76-78, Stockholm (1926), tillsammans med N. G. Kjellberg.
- Gjuteriet 4, Fridhemsgatan 12, Stockholm (1926)), tillsammans med N. G. Kjellberg.
- Guldfasanen 4, Drottningholmsvägen 72, Stockholm (1926)), tillsammans med N. G. Kjellberg
- Vätan 20, David Bagares gata 12, Stockholm (1927), tillsammans med N. G. Kjellberg
- Porslinsbruket 29, Sankt Eriksgatan 65, Stockholm (1927), tillsammans med N. G. Kjellberg.
- Småland 6, Bellmansgatan 36, Stockholm (1927), tillsammans med N. G. Kjellberg.
- Kolonnen 2, Ringvägen 131, Stockholm (1927), tillsammans med N. G. Kjellberg.
- Bergslagen 4, Kammakargatan 64, Stockholm (1927) tillsammans med NN. G. Kjellberg.
- Vingråen 42, Kammakargatan 54-56, Stockholm (1928)
- Svenska hundskyddsföreningens hundstall vid Starrängsbotten, 1928[5]
- Vattuormen 42, Garvar Lundins gränd 9, 10, Stockholm (1928)
- Tendern 2, Vulcanusgatan 4, Stockholm (1928)
- Sjölejonet 4, Kungstensgatan 26, Stockholm (1929)
- Höken 25, Bondegatan 3 (1930)
- Snickaren 3, Tulegatan 22, Stockholm (1930)
- Pontonjärkasernen 10, Jaktvarvsplan 4, Stockholm (1931)
- Pontonjärkasernen 11, Jaktvarvsplan 2, Stockholm (1931)
- Skutan 32, Svarvargatan 20, Stockholm (1931)
- Almen 5, Vintervägen 26, Solna (1931)[6]
- Päronträdet 15, Pilgatan 15, Stockholm (1932)
- Högvakten 4, Erik Dahlbergsgatan 18, Stockholm (1932)
- Skutan 16, Industrigatan 9, Stockholm (1933)
- TC-villan (Rekryten 10), Malmköping (1934)[7]
- Bläckflaskan 4, Fastlagsvägen 22-26, Stockholm (1942)
- Lacktråden 9, Korpmossevägen 67-69, Stockholm (1943)
- Styrräntan 1, Sparbanksvägen 65-73, Stockholm (1945)
- Gåvoskatten 1, Valutavägen 14-18, Stockholm (1945)
- Flertalet flerfamiljshus utmed Terrängvägen, Stockholm (1949)
- Villa Hedebo (Sergeanten 3), Malmköping
- Bostads- och affärshus, Kungsgatan 20, Malmköping (1950)[8]
- Isdubben 3, Snöbollsgränd 2-14, Stockholm (1951)

## Bilder

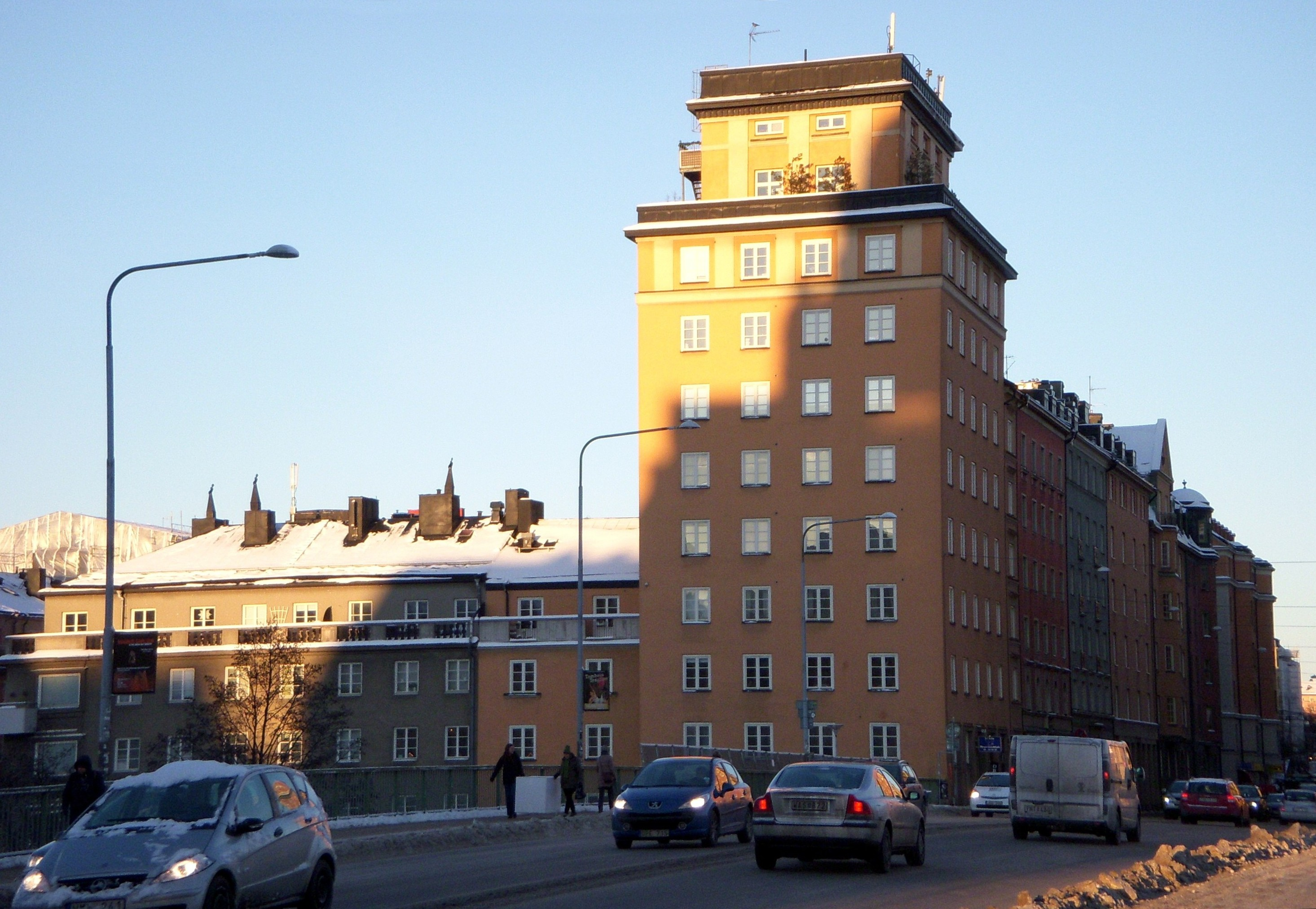
Porslinsbruket 29
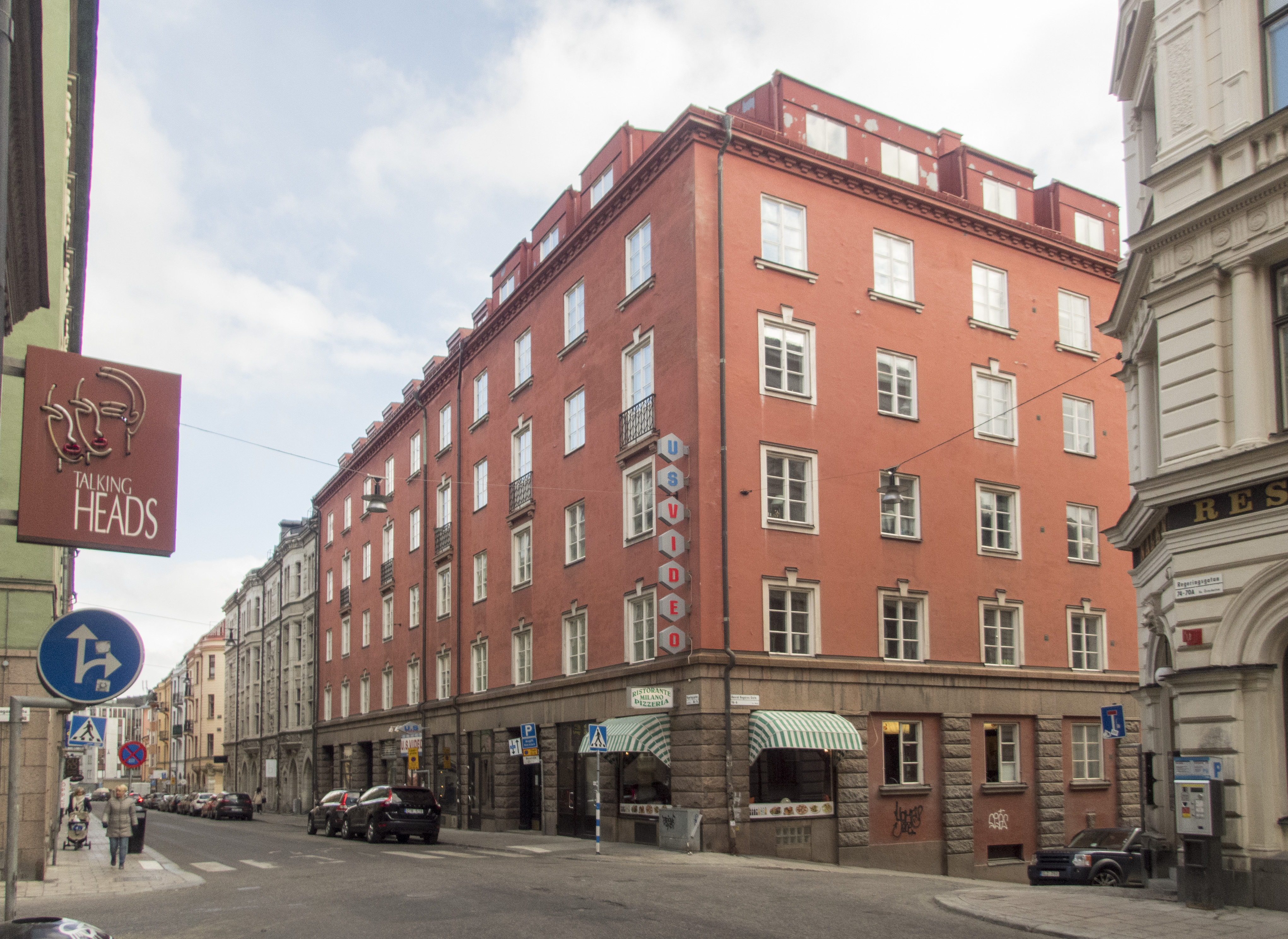
Vätan 1
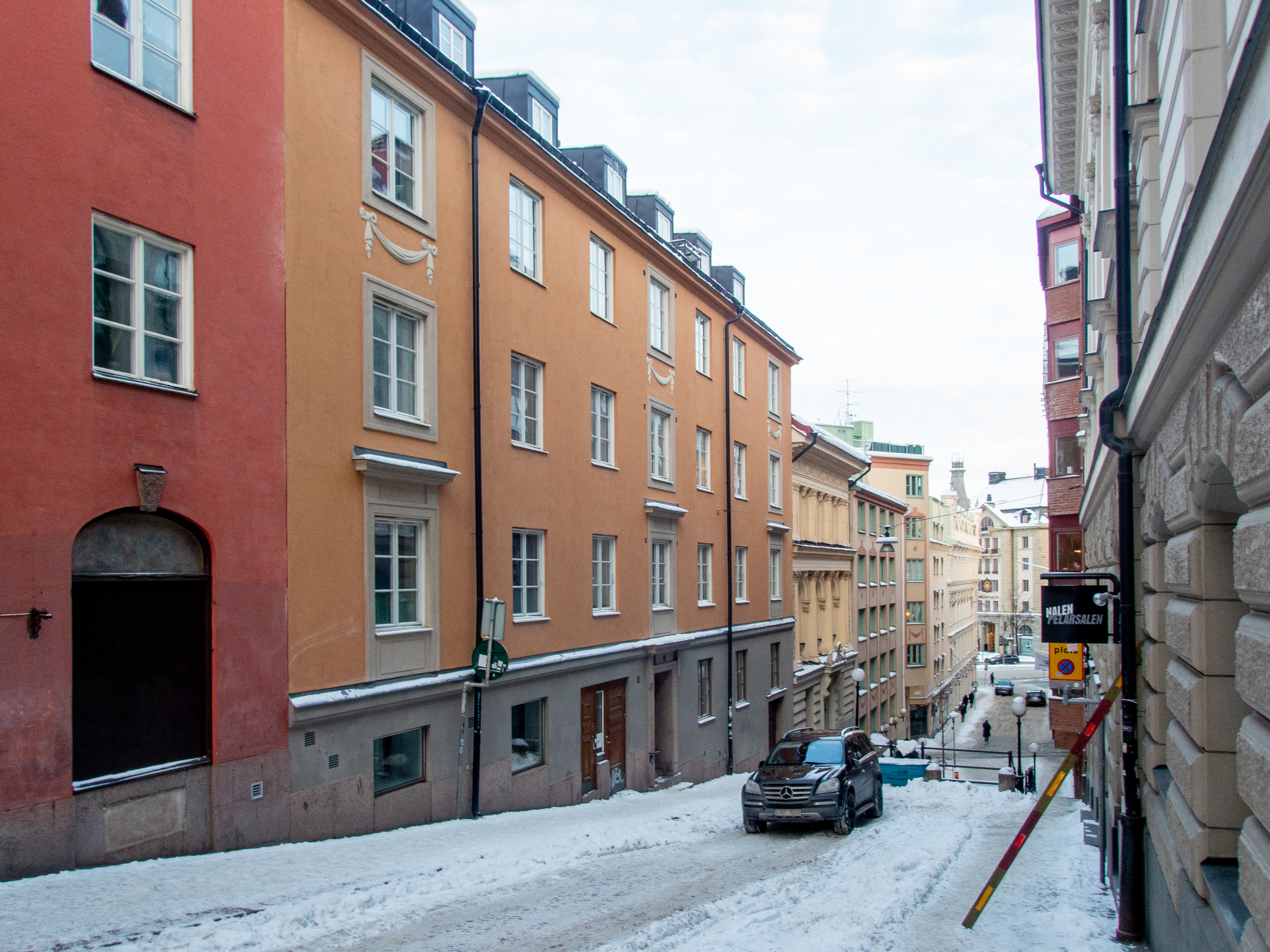
Vätan 20
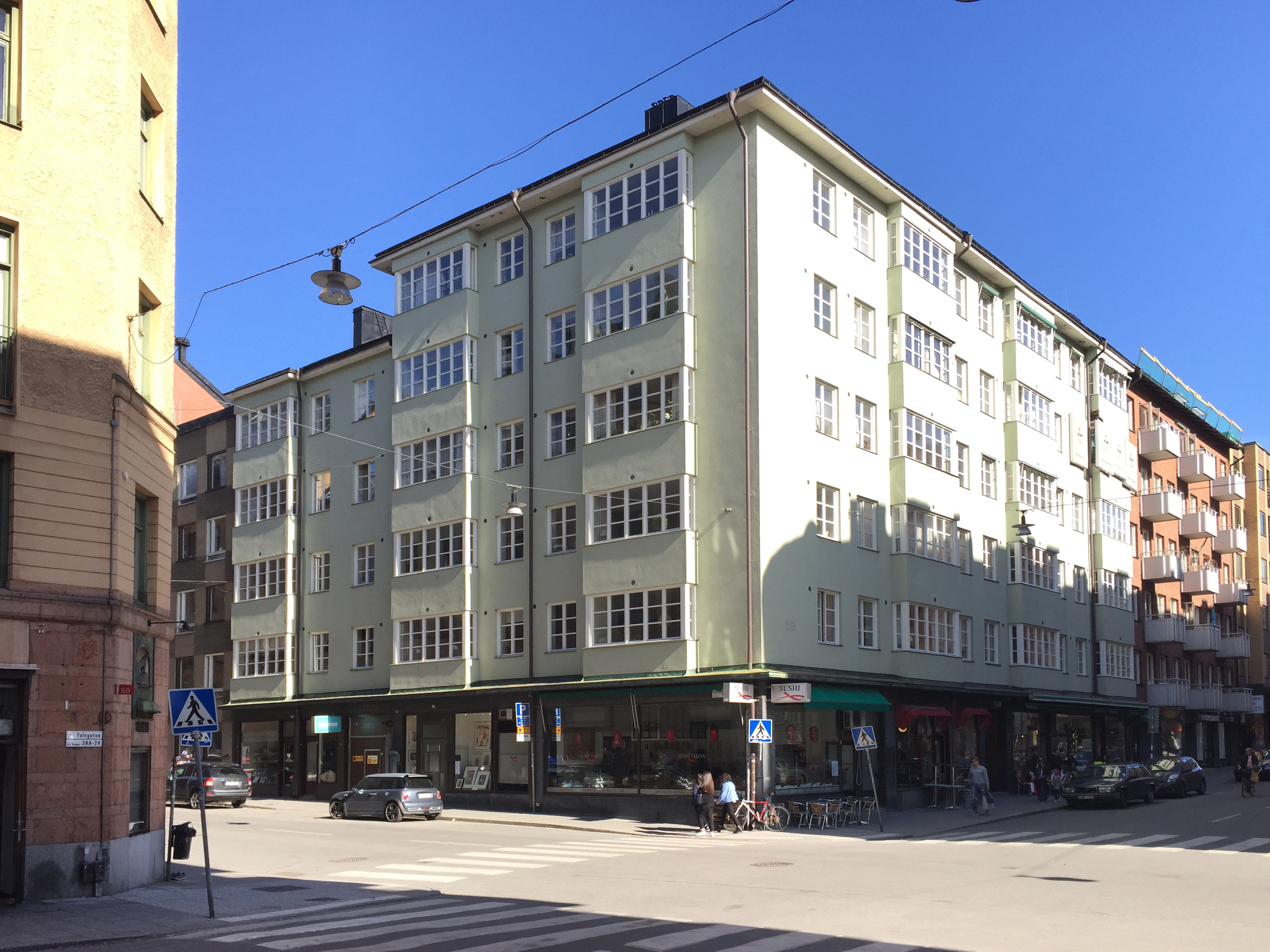
Snickaren 3
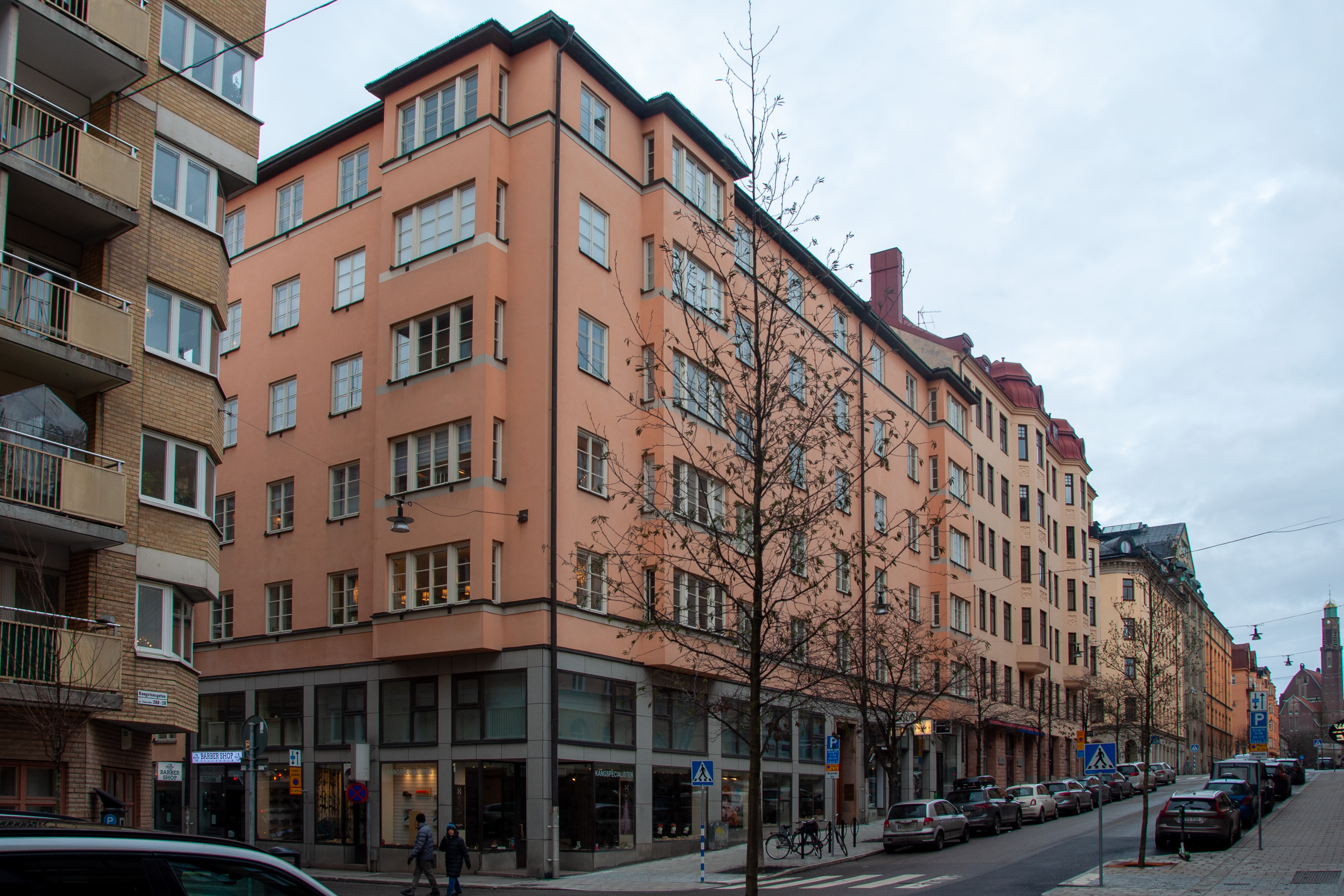
Sjölejonet 4